# Clethrogyna seleniaca
Clethrogyna seleniaca är en fjärilsart som beskrevs av Fischer de Waldheim 1824. Clethrogyna seleniaca ingår i släktet Clethrogyna och familjen tofsspinnare. Inga underarter finns listade i Catalogue of Life.